# 李棟山古堡
24°41′29″N 121°18′08″E / 24.6912682°N 121.3021333°E
李棟山古堡，是一座位在臺灣新竹縣尖石鄉的軍事要塞。

## 歷史
1907年，臺灣總督佐久間左馬太開始推行「五年理蕃政策」，新竹廳及桃園廳當局集結大批軍隊及警察隊，並設立隘勇線逐步向山區推進，以征服北部泰雅族。
1910年，日本統治當局欲以武力征服當地原住民使其歸順，派出少佐矢日氏率領軍警千餘人攻佔李崠山，並與原住民發生激烈交戰。
1911年，新竹廳長被任命為部隊長，率領二千餘人編成的討伐隊向李崠山挺進，並向部落發動猛烈攻擊；雙方在當地發生多次激烈交戰。此時，日本軍警固守李崠山山頂並開始構築砲台工事，以槍砲猛烈轟擊部落迫使原住民屈服。
1912年，「其那支社」(秀巒部落)、「馬利可灣社」(玉峰部落)等地原住民趁颱風夜襲擊當地警備人員並破壞隘勇線；9月，當局派出部隊兵分兩路，左翼隊由李崠山隘勇監督所往其下方東南側直接推進，右翼隊由太田山砲臺往其下方西南側直接推進，以壓制散居馬利可灣溪之原住民部落。此時，當局再度於李崠山山頂高地構築堅實砲台。
1913年，當局在李崠山山頂設立討伐隊司令部，並自新竹、宜蘭、桃園三方夾擊掃蕩；7月，「其那支社」、「馬利可灣社」等部落繳械投降。

## 構造設計
該古堡之基地形狀為方形。該古堡為一附有二個陵堡的砲台設施。 該古堡及其陵堡共設有射口(銃眼)31個，西北壁基部設有儲水槽，壁體下層由鐵絲混凝土夾土壁構成且厚達60公分，內側設有扶壁柱以強化結構，壁體上層則由磚砌構成。 

## 地理位置
該古堡位在新竹縣與桃園市交界地帶，當地海拔約1914公尺，可俯瞰三光、秀巒、玉峰等原住民部落。

## 周邊
- 李棟山莊

## 連結
- 新竹縣尖石鄉公所 （页面存档备份，存于）

## 閱讀
- 新竹尖石-李棟山古堡 （页面存档备份，存于）